# STRANGER IN BUDOKAN
『STRANGER IN BUDOKAN』は、2014年8月20日に発売された、星野源の初の映像作品。

## 概要
2014年2月6日に行われた「星野源 ワンマンライブ STRANGER IN BUDOKAN」を初の映像作品としてDVDとBlu-ray Discの2種類でリリース。

療養以降約1年2か月ぶりのライブ復帰となった、たった1日のプレミアムライブの模様を収録。

## 収録内容

### DISC1
1. オープニング
2. 化物
3. ダンサー
4. ギャグ
5. パロディ
6. くだらないの中に
7. 湯気
8. ステップ
9. 季節
10. くせのうた
11. 一流ミュージシャンの方々からの武道館公演のお祝いメッセージ 1
12. スカート
13. キッチン
14. 電波塔
15. 透明少女 (NUMBER GIRL)
16. レコードノイズ
17. 一流ミュージシャンの方々からの武道館公演のお祝いメッセージ 2
18. ワークソング
19. フィルム
20. 生まれ変わり
21. 知らない
22. 夢の外へ
23. ある車掌
ENCORE
24. 君は薔薇より美しい(布施明)
25. 地獄でなぜ悪い

### DISC2
DOCUMENTARY OF BUDOKAN「その日々」

「一流ミュージシャンの方々からのお祝いメッセージ ほぼ完全版」
※DISC1, DISC2 共に、星野源とスタッフによるオーディオコメンタリー収録 

### 初回生産限定盤特典
(Blu-ray・DVD共通)
- 特殊ケース仕様
- ブックレット「STRANGER IN BUDOKAN BOOK」
・武道館を振り返る、星野源最新インタビュー
・解説「CHRONICLE OF HOSHINO GEN 星野源、武道館までの旅路」 
・リハーサル〜ライブ当日までの模様を納めたオフショット集

## 星野源 ワンマンライブ STRANGER IN BUDOKAN
『星野源 ワンマンライブ STRANGER IN BUDOKAN』は、星野源が2014年2月6日に開催した初の単独日本武道館公演。当初は昨年7月19日に開催される予定だったが、病気療養に伴う活動休止のため延期された。
2013年5月1日発売の3rdアルバム『Stranger』を中心に、ライブ初披露となる楽曲から初期の楽曲まで、星野を含む7名編成のバンドに、ストリングス&ホーン・セクション、ゲストコーラスを含めて総勢25名による豪華編成でのたった1日のプレミアムライブ。